# Dariusz Grobelny
Dariusz Grobelny (ur. 6 sierpnia 1969) – polski siatkarz grający na pozycji atakującego, reprezentant kraju.

## Kariera sportowa
Jest wychowankiem Czarnych Radom, w ekstraklasie zadebiutował w 1989, w 1994 i 1995 wywalczył brązowy medal mistrzostw Polski. W latach 1997–1999 był zawodnikiem belgijskiego VC Lennik, od 1999 reprezentował barwy innej belgijskiej drużyny – VC Menen, z którą w sezonie 1999/2000 awansował do ekstraklasy. W 2002 został zawodnikiem kolejnego belgijskiego klubu, VC Kapellen.
W latach 1992–1994 wystąpił w 37 spotkaniach reprezentacji Polski seniorów, m.in. w odbywającym się w 1992, nieudanym dla Polski, turnieju kwalifikacyjnym do Igrzysk Olimpijskich w Barcelonie.
Jest ojcem siatkarza Igora Grobelnego i siatkarki Kai Grobelnej.